# Цвинтар гладіаторів (Ефес)
Цвинтар гладіаторів (Ефес) - поховання вбитих гладіаторів, знайдене австрійськими археологами в місті Ізмір (Туреччина, колишній Ефес).

## Вивчення Ефеса науковцями Австрії

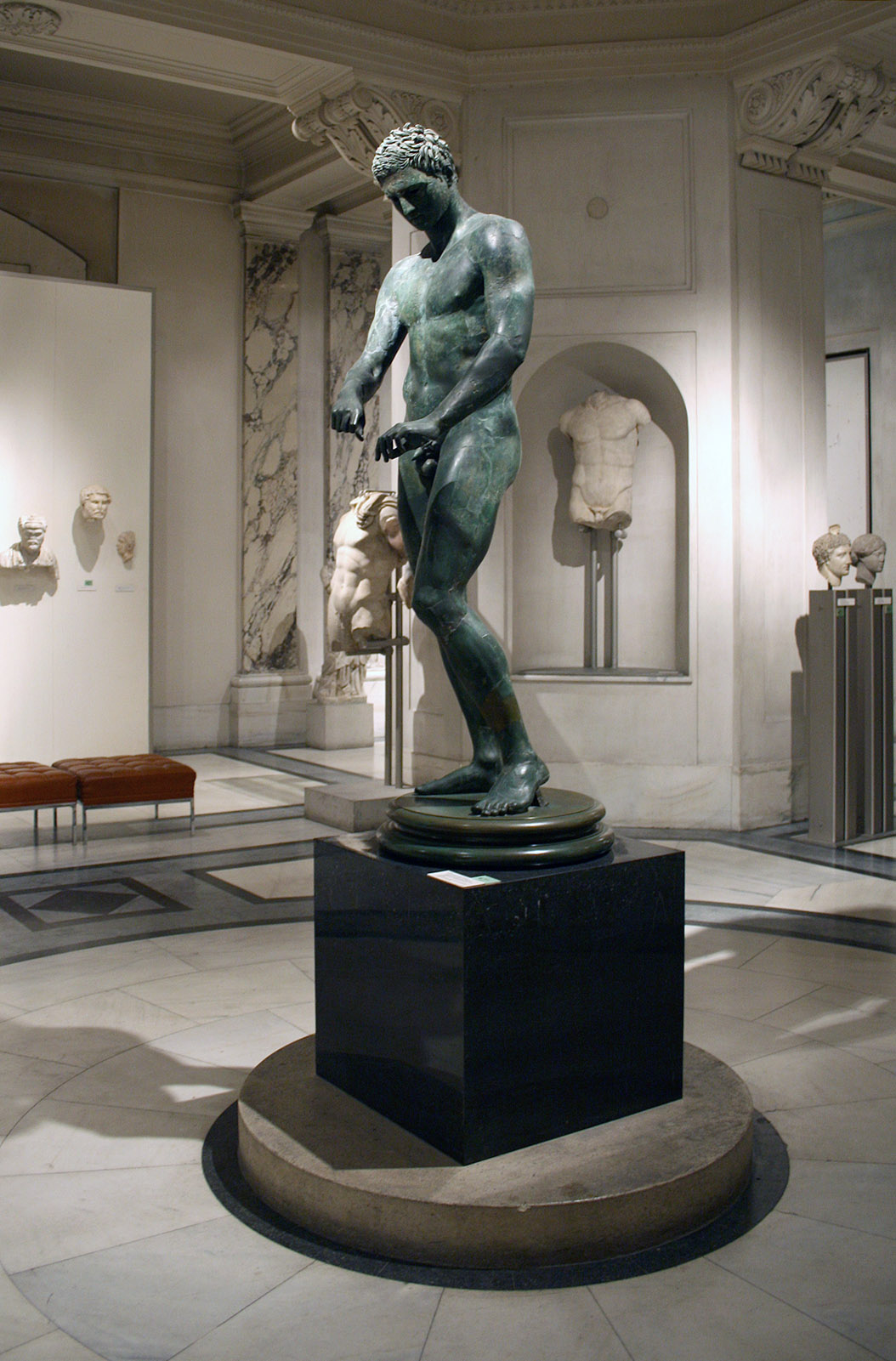
Атлет з Ефеса, Хофбург, Музей Ефеса (Відень), Австрія.

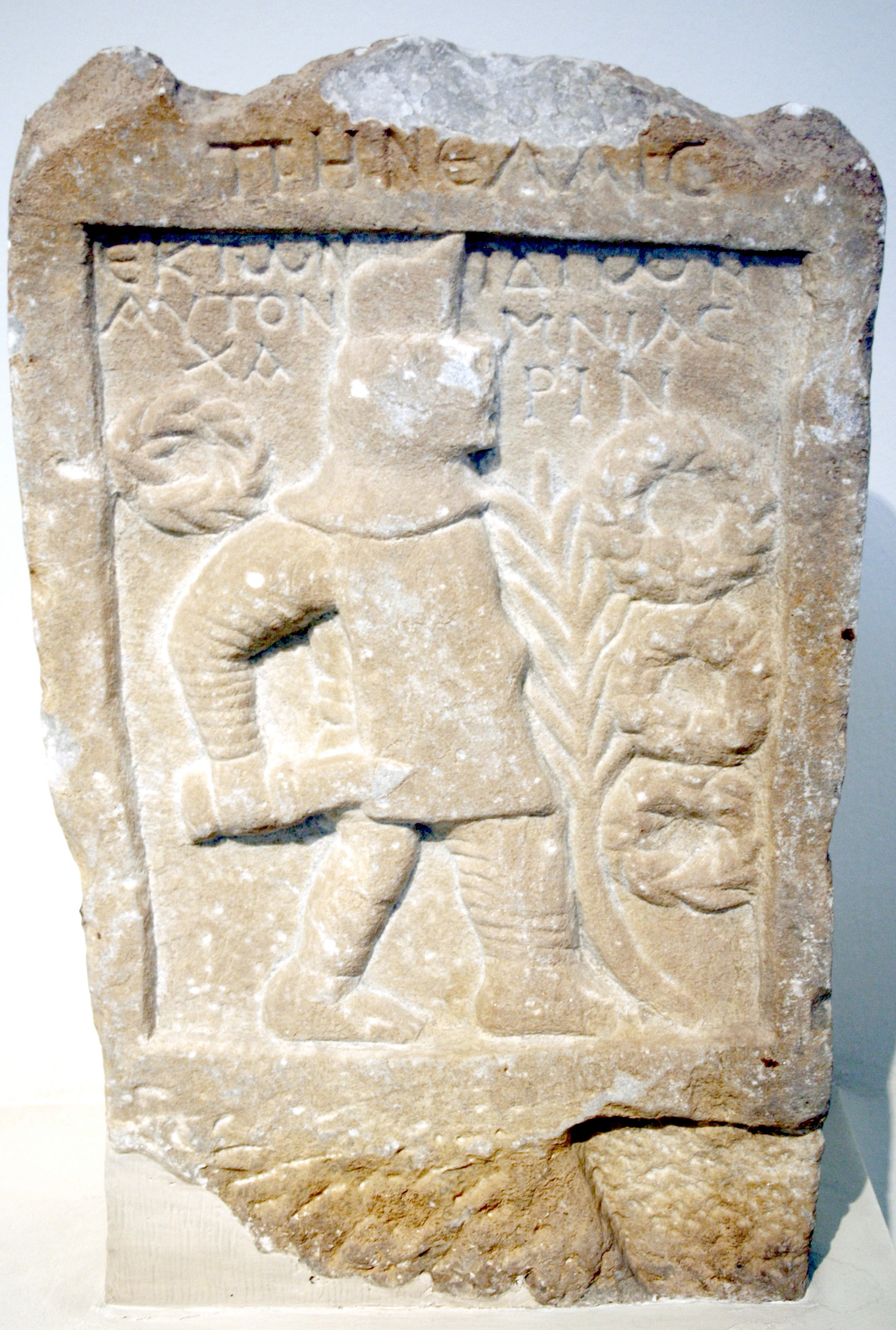
Надгробок гладіатора, провінційна майстерня, 3 ст. н. е., Археологічний музей, Афіни.

Традиція вивчення історії міста Ефес, нині Ізмір (Туреччина) склалася в Австрії давно, ще в 19 столітті. Грецьке колись місто на східному узбережжі Середземного моря було одним з найбільших міст в добу Римської імперії. Але Ефес мав давню історію і був значним елліністичним поселенням задовго до римлян. Про це свідчать важливі археологічні знахідки архітектурних споруд, уламки мармурових і бронзових скульптур, поховальні стели тощо. Дозвіл на проведення археологічних розкопок отримали науковці з Відня з 1895 року. Частку найбільш значущих артефактів султан Абдул Гамид II дозволив вивезти у Відень, де створили музей Ефеса. Археологічні знахідки стали дипломатичним подарунком султана — австрійському імператорові Францу Иосипові I. Всі вони — експонати філії Музею історії мистецтв — музей Ефеса (Відень).
Розкопки античного Ефеса проводились і в 20 столітті, перерви були лише в роки першої і другої світових воєн.

## Цвинтар гладіаторів в Ізмірі (Ефес)
Під час чергових археологічних розкопок 2007 року австрійськими археологами Фабіаном Канцом (антрополог-криміналіст) та професором Карлом Гроссшмідтом і знайдений цвинтар гладіаторів. Розкопки тривали п'ять років. Знайдено шістдесят вісім (68) поховань чоловіків могутньої статури віком від 20 до 30 років з ознаками насилля і характерними пошкодженнями кістяків. Кістки черепа деяких похованих мають характерні дірки від ударів молота актора-ката, що виконував роль церемоніального добивання смертельно пораненого гладіатора. Акт церемоніального добивання актором-Хароном засвідчував кровожерливим глядачам реальну смерть гладіатора, а не притворну акторську смерть. Серед знахідок і три кам'яні надгробки з зображенням гладіаторів.

## Дослідження кісток з поховання
Науковці Австрії провели ретельне дослідження кісток з поховань. Так, виявлені зуби з ознаками травм після ударів та карієсом. Науковці наполягають, що гладіаторів примусово переводили на вегетаріанський раціон, що сприяло стиранню зубів і розповсюдженню карієсу. Дослідження хімічного складу кісток виявило значний вміст стронцію, якого забагато в кашах, квасолі тощо. За сучасними висновками, стронцій сприяє досить швидкому зростанню пошкоджених в двобоях кісток.
Серед напоїв гладіаторів — слабкий розчин оцтової кислоти з попілом. (Навіть розп'ятому на хресті Христу вояк підніс губку, змочену саме в слабкому розчині цієї кислоти, що був звичним побутовим напоєм доби. Не як акт продовження знущань, а як акт обмеженого милосердя).

## Наукові висновки
Знахідки цвинтарів гладіаторів в містах Йорк (Велика Британія) і Ефес (Ізмір, Туреччина) надали можливість зкоректувати уявлення про необмежену владу рабовласників над рабами-гладіаторами. Також були уточнені відомості щодо правил гладіаторських боїв, їх утримання в гладіаторських школах і казармах, ставленні до них з боку рабовласницького суспільства, звичаї щодо церемоніального добивання актором-Хароном, традицій поховання убитих гладіаторів.

## Римські керамічні олійні лампи з гладіаторами

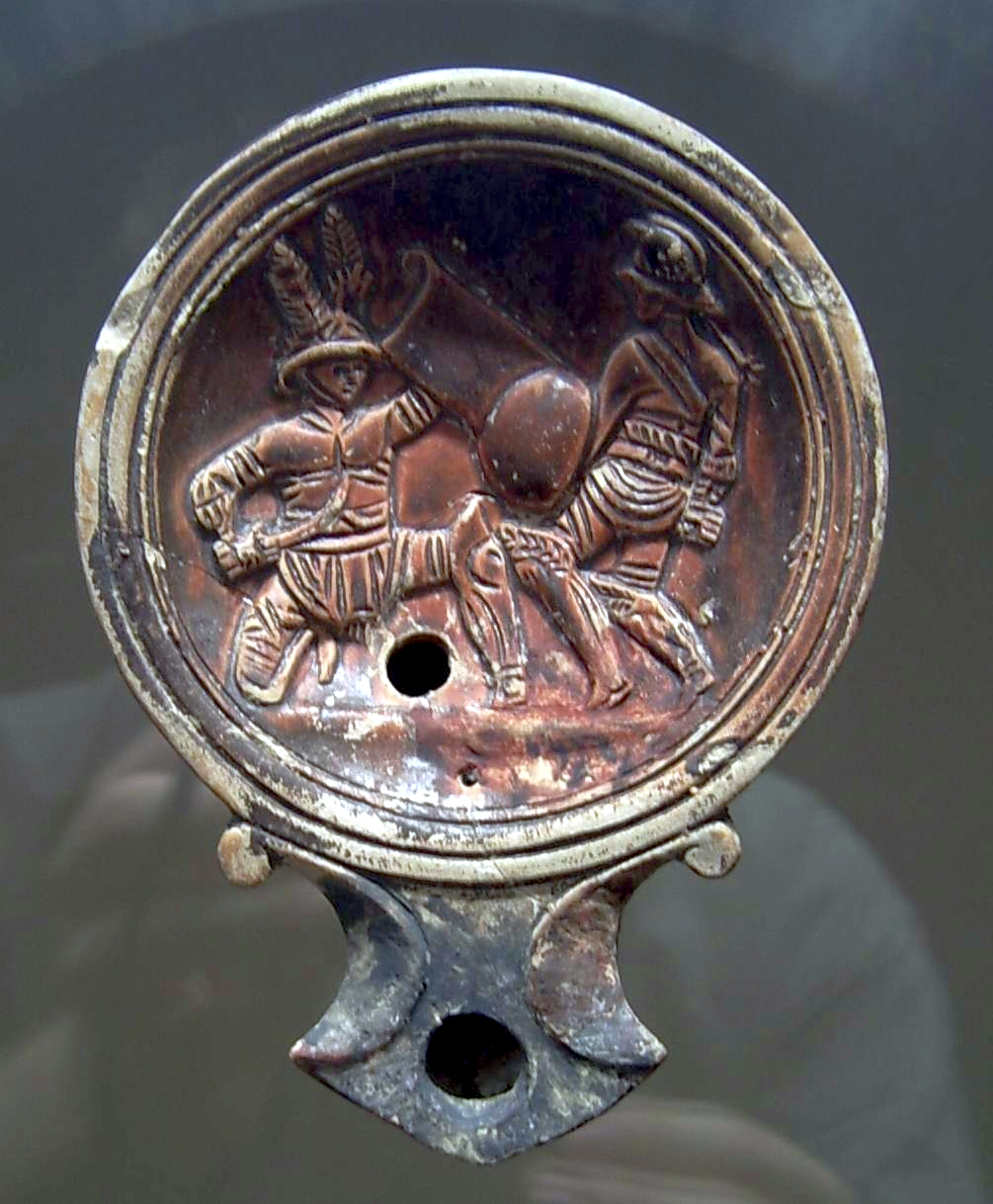
Римсько-германський музей, Кельн
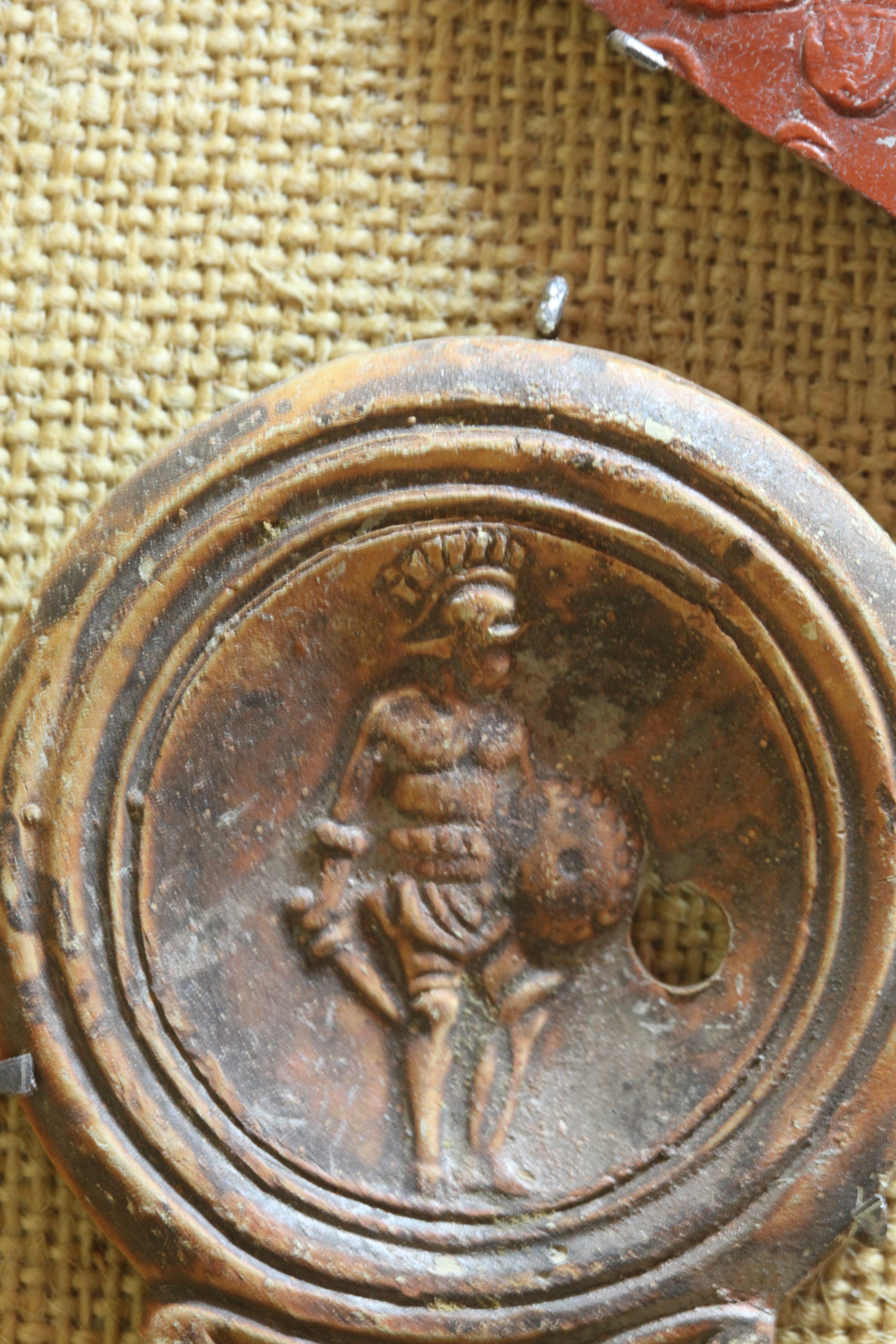
Галло-романський музей
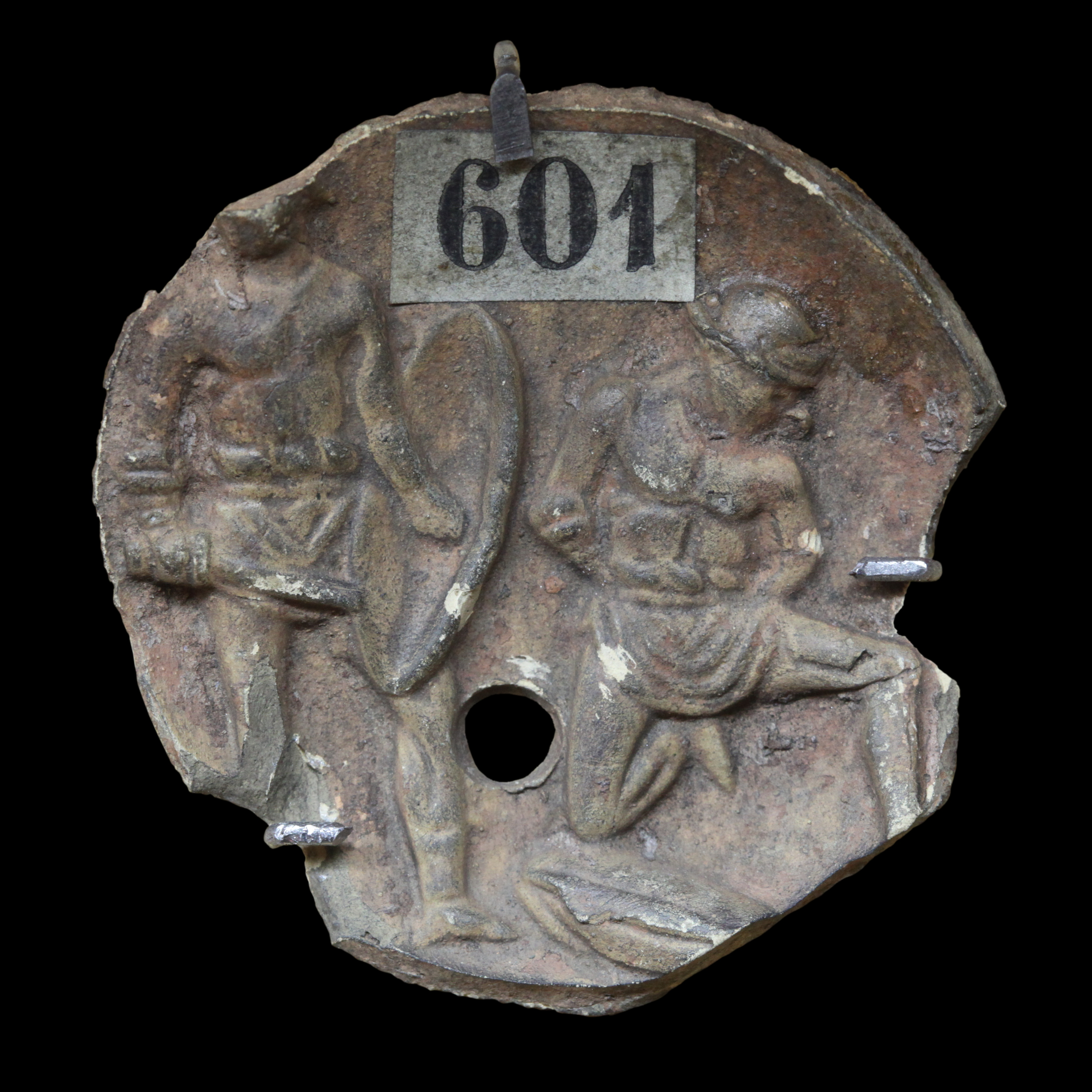
уламок лампи, Галло-романський музей
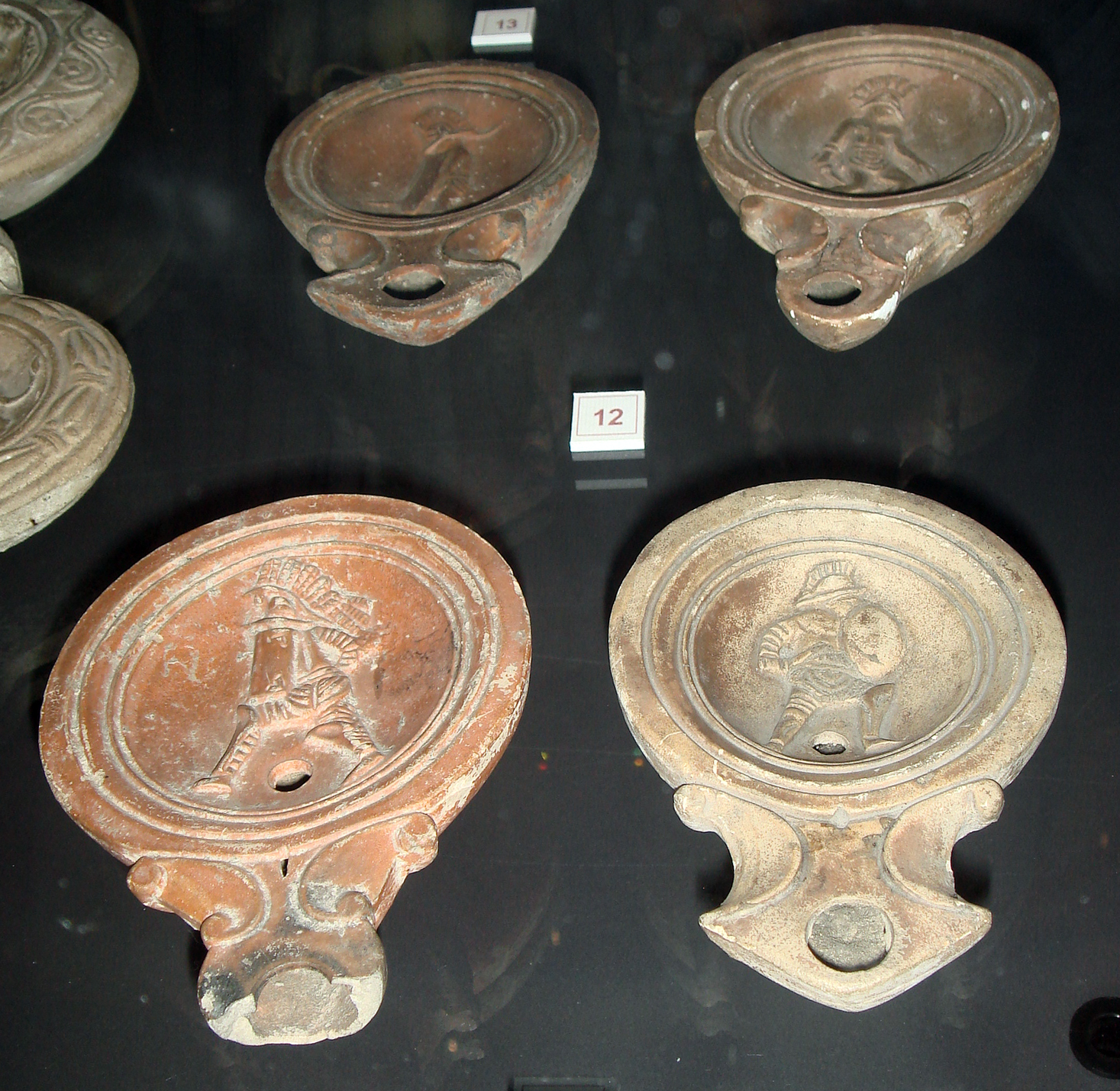
Лампи з гладіаторами, Антікваріум, Мілан.